# (2409) Chapman
(2409) Chapman (1979 UG; 1931 PA; 1938 TA; 1975 JO; 1976 YR7; 1977 AU2) ist ein ungefähr neun Kilometer großer Asteroid des inneren Hauptgürtels, der am 17. Oktober 1979 vom US-amerikanischen Astronomen Edward L. G. Bowell am Lowell-Observatorium, Anderson Mesa Station (Anderson Mesa) in der Nähe von Flagstaff, Arizona (IAU-Code 688) entdeckt wurde.

## Benennung
(2409) Chapman wurde nach dem US-amerikanischen Astronomen Clark R. Chapman  benannt, der am Planetary Science Institute in Tucson arbeitet. Er leistete wichtige Beiträge zum Verständnis der Zusammensetzung von Asteroiden, insbesondere zur Identifizierung ihrer Oberflächenmineralien, zur Taxonomie und zur Erforschung von Kollisionen.